# ایستگاه راه‌آهن مرکزی اشتوتگارت
ایستگاه راه‌آهن مرکزی اشتوتگارت (آلمانی: Stuttgart Hauptbahnhof) یک ایستگاه راه‌آهن در شهر اشتوتگارت، آلمان است.
این ایستگاه که در سال ۱۹۲۲ تأسیس شده به خطوط راه‌آهن سراسری آلمان (دویچه بان)، اینترسیتی-اکسپرس و قطار شهری اشتوتگارت متصل است.

## نگارخانه

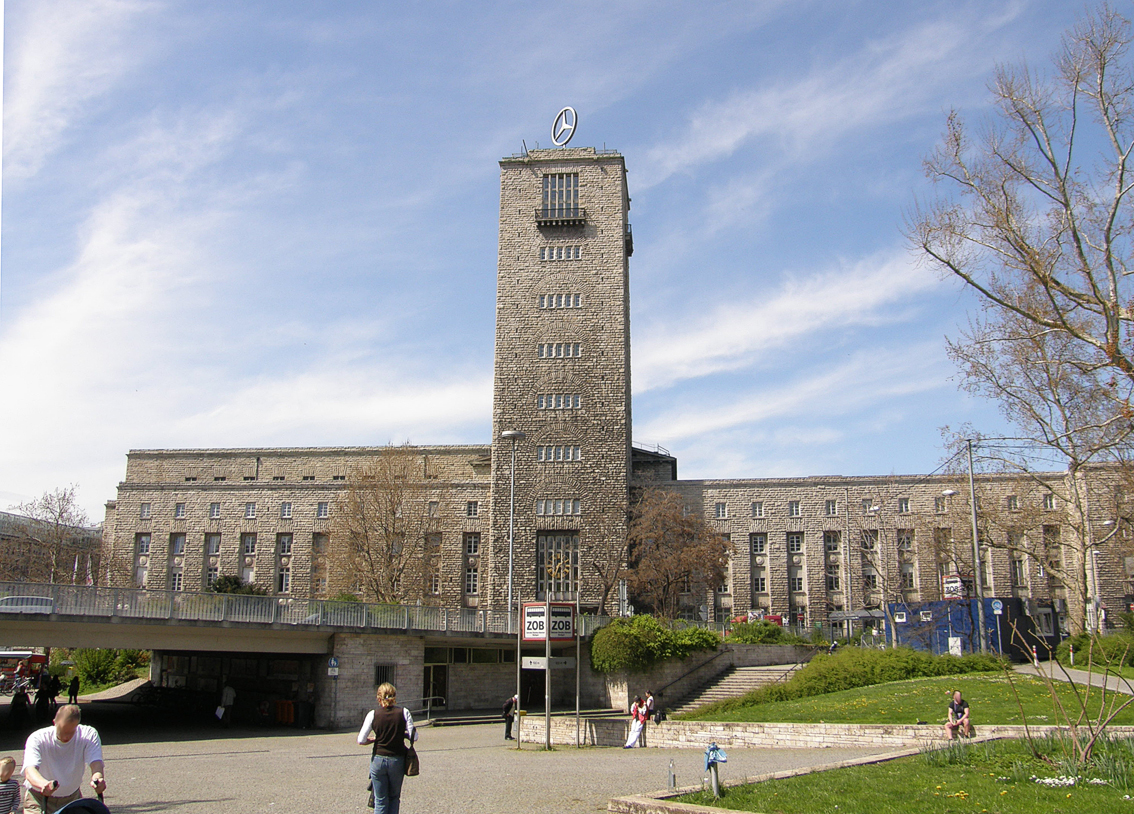
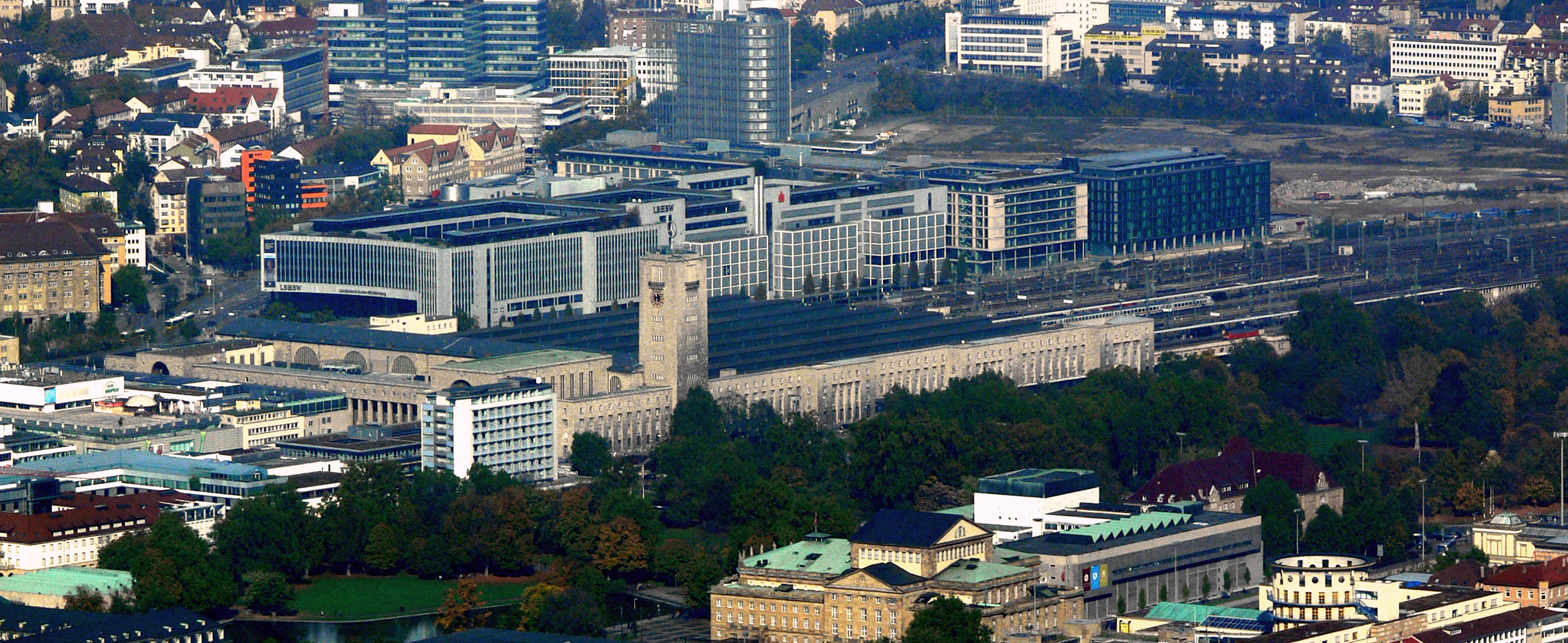
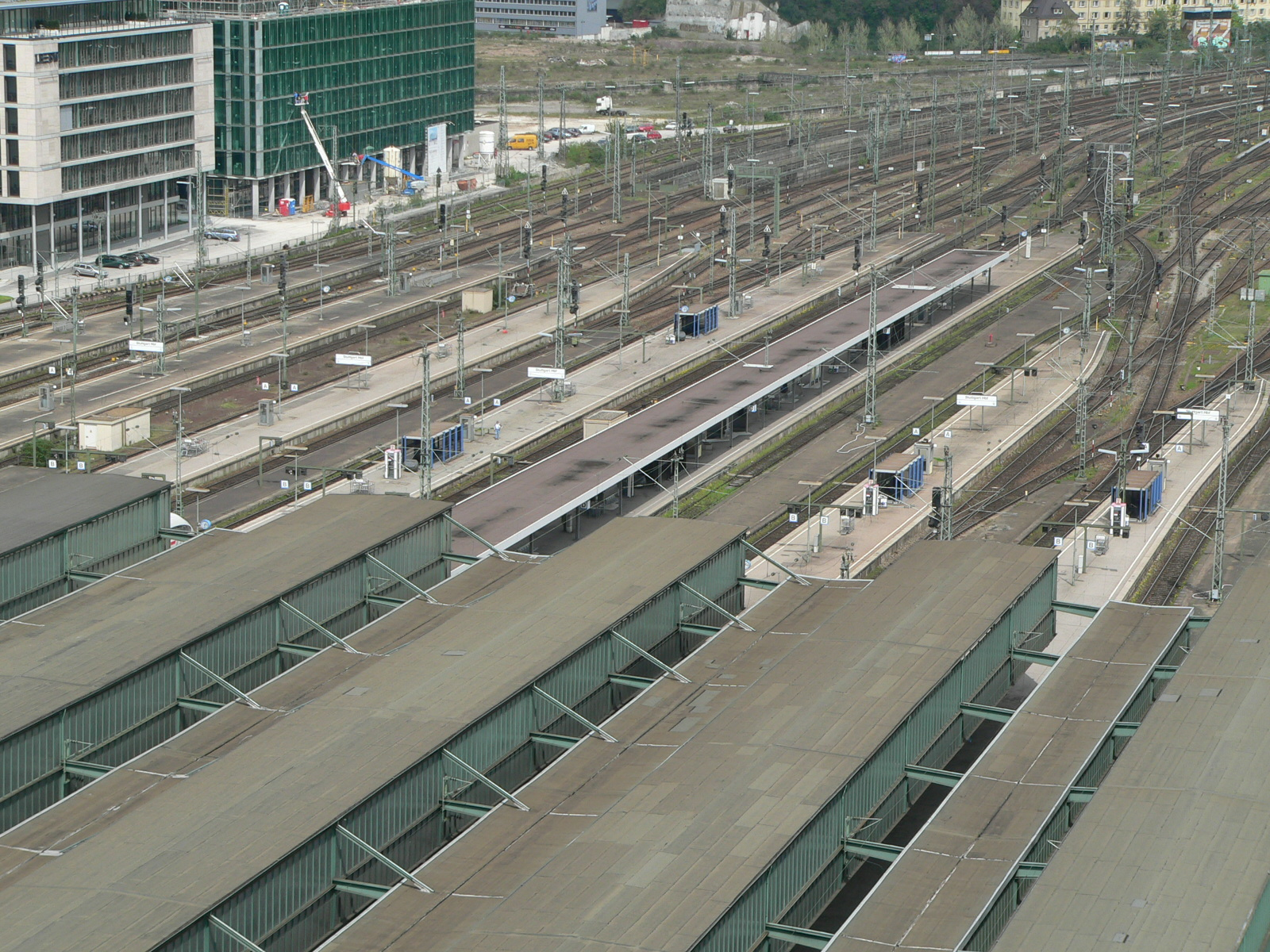
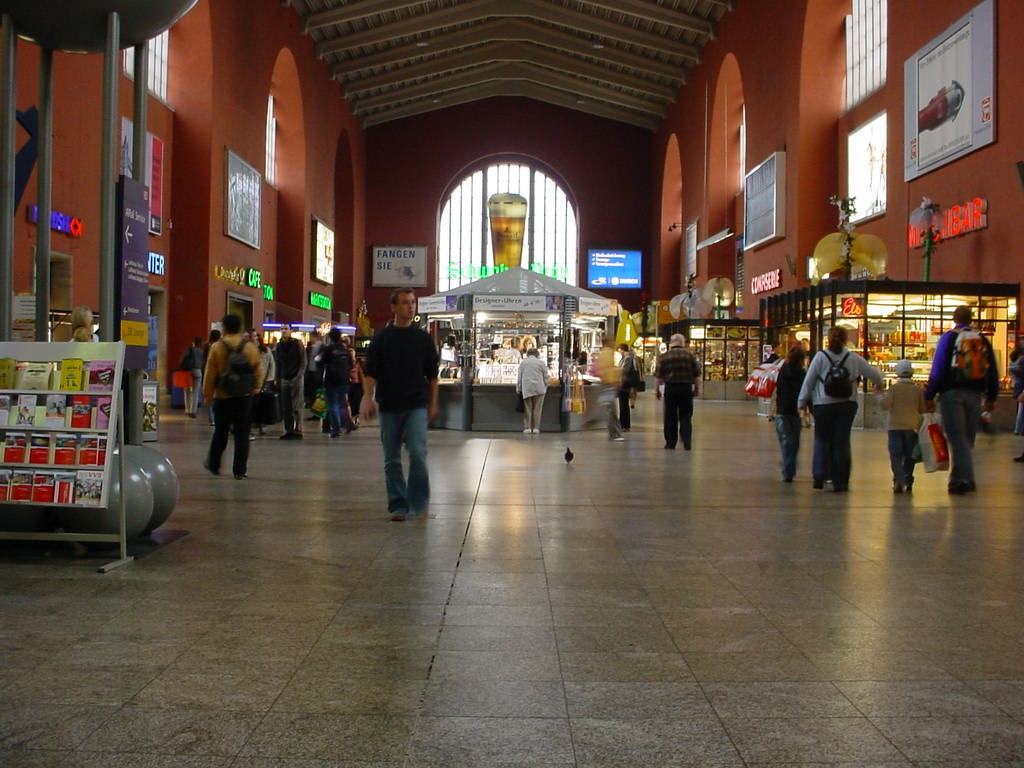
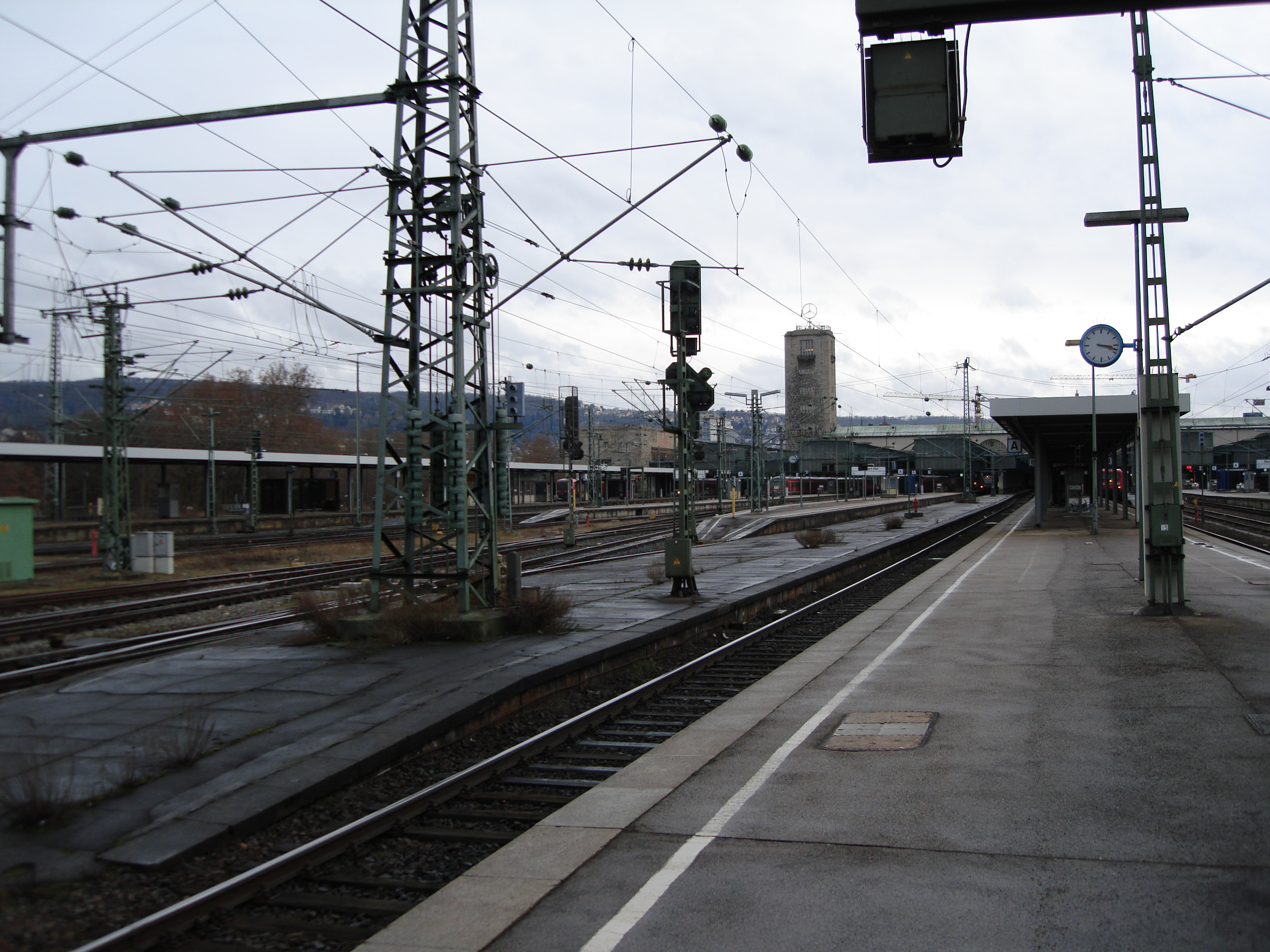